# Eilema quadrisignata
Eilema quadrisignata là một loài bướm đêm thuộc phân họ Arctiinae, họ Erebidae.